# Alexandre von Staël-Holstein
Le baron Alexandre von Staël-Holstein ou Staël von Holstein, né le 1er janvier 1877 au manoir de Testama dans le gouvernement d’Estland appartenant à l’Empire russe et mort le 16 mars 1937 à Pékin, est un orientaliste et sinologue germano-balte.

## Biographie
Le baron de Staël-Holstein descend d’une famille allemande de la Baltique, avec des ramifications en Suède, installée en Livonie au XVe siècle. Il est éduqué à demeure par des précepteurs français et allemands et hérite du domaine natal (aujourd’hui en Estonie) en 1900.
Il étudie ensuite au lycée allemand de Pernau, poursuit des études de philologie à Dorpat, puis se rend en Allemagne suivre des cours de langues orientales à l’université de Berlin pendant trois ans, au cours desquelles il est blessé en duel. Il présente sa thèse à l’université de Halle devant le professeur Richard Pischel en 1900. Pischel est alors le grand spécialiste du prakrit, forme ancienne du sanskrit. La thèse du jeune homme porte sur la traduction de la seconde partie du Karmapradipa, soutra de l’époque védique. La première partie a été traduite en allemand sous la direction de Pischel en 1889, pour la thèse de Friedrich Schrader.
Staël-Holstein voyage après sa soutenance en Europe et aux Indes. Il y rencontre d’éminents orientalistes et indologues. Il est appelé en 1909 à l’université de Saint-Pétersbourg, en tant que professeur-assistant à la chaire d’Asie moyenne et d’Asie orientale de la faculté des langues orientales, où il a notamment pour étudiant Otto Rosenberg. Il est en même temps membre du comité académique russe de recherches et d’exploration de l’Asie moyenne et de l’Extrême-Orient. Il est invité en 1912 à l’université Harvard pour poursuivre ses recherches en sanskrit.
Le baron de Staël-Holstein fuit la révolution d'Octobre, et s’installe à Pékin. Il reçoit la nationalité estonienne, à cause des conclusions territoriales du traité de Versailles, mais il perd tous ses biens en 1919, lorsque ses domaines sont nationalisés, comme toutes les propriétés de la noblesse terrienne en Estonie. Aussi demeure-t-il en Chine. Il est professeur de sanskrit à l’université de Pékin, à partir de 1922 jusqu’en 1929, et enseigne aussi le tibétain, et l’histoire de la religion hindouiste. Il est cofondateur de l’institut sino-indien de Pékin en 1927. Il passe encore une année d’études à Harvard en 1928. Il est docteur honoris causa de l'Academia sinica en 1932. Il meurt à Pékin en 1937.